# عبدالله میرزا
شاهزاده عبدالله میرزا (زادهٔ ۱۲۱۱ قمری – درگذشته به ۱۲۶۲ یا ۱۲۶۳ یا ۱۲۷۰ قمری) شاهزاده قاجار و پسر یازدهم فتحعلی شاه و حاکم زنجان بود. او در سن سیزده سالگی به حکومت زنجان منصوب شد و حدود دو دهه بر آن شهر حکمرانی کرد.
دوران حکومت وی با رشد و توسعه زنجان و اقدامات عمرانی همراه بود. با این حال او دو بار به دلیل شکایت و نارضایتی مردم شهر، از حکومت برکنار شد و بار دوم فتحعلی‌شاه حکومت زنجان را به پسر دیگرش شعاع‌السلطنه سپرد. با مرگ فتحعلی‌شاه، عبدالله میرزا تلاش کرد با لشکرآرایی و حمله نظامی به زنجان بار دیگر حکومت آن شهر را به دست گیرد، اما موفق نشد. هنگامی که در آغاز سلطنت محمدشاه پسران بزرگ فتحعلی‌شاه علیه سلطنت وی سر به شورش برداشته‌بودند، عبدالله میرزا نزد او رفت و برخلاف دیگر برادرانش به حکومت وی سر فرود آورد. او واپسین سال‌های عمر خود را در تهران و به دور از مشاغل حکومتی، صرف هم‌نشینی با علما و ادبا و تألیف آثار ادبی و سرایش شعر کرد.
عبدالله میرزا را شاهزاده‌ای ادیب و شاعر توصیف کرده‌اند. او با تخلص «دارا» شعر می‌سرود. از او علاوه بر دو کتاب، دیوانی بالغ بر پنج‌هزار بیت شعر باقی‌مانده‌است.

## زندگی

### تولد
عبدالله میرزا، در ۲۴ جمادی‌الاول ۱۲۱۱ قمری در شیراز متولد شد. مادر او کلثوم خانم یا به نوشته تاریخ ذوالقرنین «مستوره لال‌آبادیه»، از اهالی مازندران و از سلسله سادات بود و به سبب همین نسب مورد احترام اهالی اندرون؛ چنان‌که پس از وفات فتحعلی شاه از معدود همسران او بود که در خدمت محمدشاه اجازه نشستن داشت. در زمان تولد عبدالله میرزا، پدرش حاکم فارس و عموی پدرش، آقامحمدخان شاه ایران بود. در سال ۱۲۱۳ قمری زمانی که عبدالله میرزا دوساله بود، فتحعلی شاه به سلطنت ایران رسید و تاج‌گذاری کرد و به تهران رفت.
عبدالله میرزا تا سن سیزده سالگی در تهران و در دربار پدرش زیست. به گفته فاضل‌خان گرّوسی او در آنجا زمان درازی از «صحبت دانایان» بهره‌مند گشت و تحصیلاتی را که معمول شاهزادگان بود طی کرد.

### حکومت بر زنجان
عبدالله میرزا در صفر ۱۲۲۴ قمری که سیزده سال داشت، از طرف پدرش به حکمرانی خمسه، سجاس، سهرورد، ابهر و سلطانیه منصوب شد. شاه وزارت او را به میرزا محمدتقی علی‌آبادی که پیش از این از خواص دربار و منشی رسائل خاصه بود، سپرد. علی‌آبادی از نویسندگان معروف عصر خود محسوب می‌شد و به همین سیاق شاهزاده نیز به داشتن ذوق و دانش ادبی معروف بود. علی‌آبادی ده سال در زنجان وزارت عبدالله میرزا را برعهده داشت، تا آن‌که به امر فتحعلی شاه به تهران رفت و امین رسائل شد.

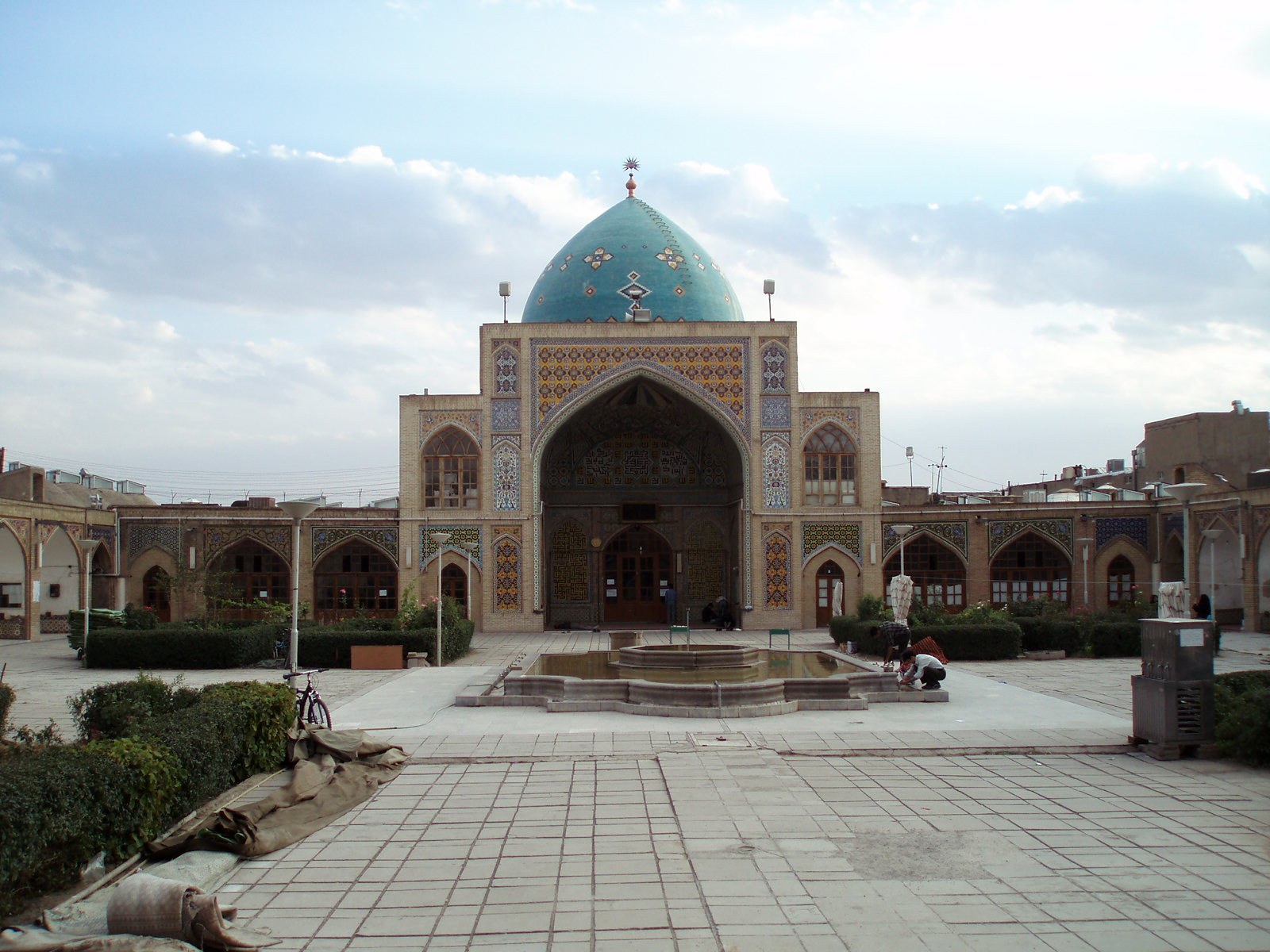
مسجد جامع زنجان

حکومت عبدالله میرزا بر زنجان دوره‌ای از آبادی و توسعه برای این شهر بود. به دستور او مسجد جامع زنجان احداث شد و بازار زنجان گسترش یافت. بنای دارالحکومه زنجان، بازار قیصریه و حمام قیصریه از آثار دیگر او در این دوران است. او همچنین یک مدرسه علمیه در کنار مسجد جامع تأسیس کرد و موقوفاتی برای این مجموعه قرار داد. به دستور او رستم‌الحکما (نویسنده کتاب رستم‌التواریخ) تاریخ زنجان را از زمان سقوط صفویه تألیف کرد که نخستین متن مستقل در خصوص تاریخ این شهر به‌شمار می‌رفت.

#### کشف آرامگاه ارغون‌خان
در سال ۱۲۲۶، برابر دومین سال حکومت عبدالله میرزا بر زنجان، آرامگاه ارغون‌خان، یکی از شاهان سلسله ایلخانی، در دامنه کوهی واقع در سجاس در نزدیکی زنجان، کشف شد. نخست، چندتن از رعایا به‌طور تصادفی در آن حدود اشیاء گران‌بهایی پیدا کردند و زمانی که عبدالله میرزا از این کشفیات مطلع شد، هیئتی را برای جستجوی بیشتر به آن منطقه فرستاد. آنان پس از شکافتن زمین، آرامگاهی یافتند که با اشیاء طلایی و جواهرنشان پر شده‌بود. پس از آن‌که یک‌بار دیگر محوطه جستجو شد و اشیاء تازه‌ای کشف شد، عبدالله میرزا تمام یافته‌ها را به تهران آورد و به فتحعلی‌شاه عرضه کرد و به دستور شاه در خزانه نهاد. پس از این واقعه، شاهزاده حسینعلی میرزا فرمانفرما، حاکم فارس و برادر عبدالله میرزا، به همین سودا آرامگاه‌های پادشاهان هخامنشی در مرودشت را گشود و آن‌ها را خالی یافت.
در دهه ۱۳۱۰ خورشیدی، حبیب یغمایی داستان کشف آرامگاه ارغون را دستمایه رمان خود «دخمه ارغون» قرار داد. او در این رمان شخصیت‌های متعددی را که در ماجرای حقیقی نقش داشتند، از جمله عبدالله میرزا حاکم زنجان، به کمک منابع تاریخی و پرس‌وجوهای خود از سالخوردگان زنجان، بازنمایاند.

### ازدواج

دشت سلطانیه در اوایل سلطنت ناصرالدین‌شاه. جشن عروسی عبدالله میرزا با دختر اعتضادالدوله نیم قرن پیش از ثبت این تصویر در همین‌جا برگزار شد.

در سال ۱۲۲۶ هجری قمری (یا بنا به نوشته اکسیرالتواریخ ۱۲۲۷ قمری) عبدالله میرزا با دختر امیرسلیمان خان قاجار قوانلو ازدواج کرد. اعتضادالدوله دائی آقامحمدخان قاجار بود و پسرش امیرقاسم‌خان ظهیرالدوله به سبب ازدواج با بیگم جان (دختر دوم فتحعلی‌شاه) داماد شاه. از طریق این ازدواج عبدالله میرزا شوهرعمه ملک‌جهان مهدعلیا، نخستین فرزند امیرقاسم از بیگم‌جان و همسر محمدشاه قاجار و مادر ناصرالدین‌شاه، محسوب می‌شد. در منابع تاریخی نام دختر اعتضادالدوله ثبت نشده و از او با لقب «گَلین» (در زبان ترکی به معنای «عروس») یاد شده‌است. بنابر سنت قاجاریه، گلین لقبی بود که به اولین همسر عقدی شاهزادگان، که از خاندان‌های بزرگ و قدیمی انتخاب می‌شدند، تعلق می‌گرفت. ازدواج شاهزادگان با گلین‌ها با مراسم مفصلی همراه بود. در زمان ازدواج عبدالله میرزا، دربار به رسم هرسال در سفر ییلاقی به سر می‌برد و در سلطانیه اردو زده بود و به همین سبب فتحعلی شاه جشن عروسی را در دشت سلطانیه برگزار کرد.

### شرکت در جنگ‌ها
همچنین ببینید: جنگ‌های ایران و روس
در سال ۱۲۳۷ قمری در جریان جنگ ایران و عثمانی عبدالله میرزا به فرمان فتحعلی‌شاه به برادرزادهٔ خود محمدحسین میرزا حشمت‌الدوله پسر محمدعلی میرزا دولتشاه ملحق شد که به قصد تسخیر بغداد و شهرزور به جانب عراق عرب می‌رفت. عبدالله میرزا فرماندهی سربازانی از استرآباد، دامغان و سمنان را برعهده گرفت و با سپاه خود به سمت شهرزور رفت. او ابتدا موفق به فتوحاتی شد، اما با شیوع بیماری وبا در میان اردو، سربازانش پراکنده شدند.
همچنین در ۱۲۴۱، در جنگ دوم ایران و روسیه، هنگامی که ژنرال مددوف حاکم قره‌باغ، شیروان و شکّی، به طرف مشگین‌شهر رفته‌بود، عباس میرزا سپاهی از تبریز برای دفع او فرستاد و هم‌زمان عبداللّه‌میرزا نیز از جانب فتحعلی‌شاه مأمور رفتن به اردبیل شد. مددوف که شنید سپاهی برای مقابله با او حرکت کرده‌است، بازگشت و غنایم بسیاری به دست سپاهیان ایران افتاد.

### برکناری از حکومت زنجان
در سال ۱۲۴۲ قمری اهالی زنجان از بدرفتاری عبدالله میرزا به فتحعلی‌شاه شکایت بردند و شاه او را از حکومت برکنار کرد، ولی پس از چندی با پرداخت دوازده‌هزار تومان پیشکش به پدرش، بار دیگر به منصب قبلی خود دست یافت. تاریخ برکناری مجدد او از حکومت زنجان معلوم نیست، اما در سال ۱۲۵۰ قمری حکومت زنجان در دست فتح‌الله میرزا شعاع‌السلطنه (پسر سی و پنجم فتحعلی‌شاه) بود و مقارن آن زمان عبدالله میرزا در خدمت پدرش به سر می‌برد.

شعاع‌السلطنه، برادر عبدالله میرزا و حاکم زنجان پس از او.

### بحران جانشینی فتحعلی‌شاه
عبدالله میرزا در سفر فتحعلی‌شاه به اصفهان در ۱۲۵۰ قمری همراه او بود. او پس از مرگ شاه، به سرعت به جانب زنجان تاخت تا آن‌جا را از حکومت شعاع‌السلطنه بیرون کند و خود زمام امور را به دست گیرد. به نوشته سپهر، عبدالله میرزا در دوران حکومت خود اموالی زیر عمارت‌های حکومتی زنجان دفن کرده‌بود و از جانبی می‌ترسید اگر خود حکومت شهر را به دست نگیرد، هیچ‌گاه موفق به بیرون آوردن آن دفاین نگردد. او خود را در مدت کوتاهی به زنجان رساند و از روستاهای آن ناحیه و ایل والوسی سه‌هزار نفر سوار و پیاده جمع کرد. ده روز بعد به جانب زنجان رفت و در یک فرسنگی شهر اردو زد. شعاع‌السلطنه نیز برای مقابله با برادرش سپاهی آزموده و مجهز فراهم کرد. سپاهیان عبدالله میرزا که از تیره‌های مختلف بودند و به منظور کسب غنایم گرد آمده‌بودند، با آگاهی از وضع نیروهای شعاع‌السلطنه و پیش‌بینی سختی جنگ پیش رو، دو ساعت پیش از سرزدن بامداد و قبل از آن‌که هرگونه تقابلی میان نیروها رخ دهد، پراکنده شدند و عبدالله میرزا نیز ناچار به قزوین رفت. چند روز بعد، محمدشاه که به قصد نشستن بر تخت شاهی از تبریز به تهران می‌رفت، به زنجان رسید و بر حکومت شعاع‌السلطنه صحه نهاد. زمانی که محمدشاه وارد سلطانیه شد، عبدالله میرزا، ناامید از به قدرت رسیدن برادر بزرگش علیشاه میرزا که در تهران مدعی پادشاهی بود، از قزوین به جانب سلطانیه شتافت و سرسپردگی خود را به محمدشاه اعلام کرد.

### سال‌های پایانی
در دوره محمدشاه، عبدالله میرزا از امور حکومتی کناره گرفت. او غالباً در سفر و حضر همراه شاه بود و در لشکرکشی محمدشاه به هرات شرکت داشت. خاوری احوال شاهزاده را در این دوره چنین وصف می‌کند: «درین اوقات فراغت در ایام هفته روزها تقسیم کرده، در هر روزی با طایفه‌ای مجالست را خوش آورده‌است. مؤلف را در دو روز از ایّام هفته، روزی با وزرا و ارباب مناصب و روزی با ادبا و اصحاب مصاحب رفیق نموده و یوما فیوما بر مراتب التفات افزوده‌است.»
تاریخ دقیق فوت عبدالله میرزا مشخص نیست. عضدالدوله مرگ او را با مرگ میرزا عباس هزارجریبی (درگذشته ۱۲۶۲ قمری) شاعر هزل پرداز عصر قاجار، معروف به «نشاطی‌خان»، مقارن می‌داند و می‌نویسد: «چون خبر مرگ دارا را به محمدشاه دادند گفت: اگر از مرگ نشاطی‌خان نشاطی دست نمی‌دهد، از مرگ دارا بیم هلاک داشتم.» سپهر این اتفاق را ذیل وقایع سال ۱۲۶۳ قمری می‌آورد و رضاقلی خان هدایت درجایی ۱۲۶۳ قمری و در جای دیگر ۱۲۷۰ قمری ذکر می‌کند.

## مطالعات و تألیفات
عبدالله میرزا با علم هیئت آشنایی داشت و آن را نزد برادرش محمدولی میرزا آموخته بود. عضدالدوله بعضی از اتفاقاتی را که او بر اساس احکام نجومی پیشگویی کرده، برشمرده است.
عبدالله میرزا همچنین شاهزاده‌ای ادیب و شاعر بود. او با تخلص «دارا» شعر می‌سرود و از اصول نظم و نثر اطلاع داشت. دیوان او بالغ بر پنج‌هزار بیت و مشتمل بر قصاید و غزلیات است. دیگر اثر منظوم وی دیوان مراثی نام دارد. او همچنین با برادرش محمدرضا میرزا در سرایش یک مثنوی به نام گلنامه یا کَلنامه که در توصیف احوال فردی کچل است، مشارکت داشته‌است.
تنها اثر منثور عبدالله میرزا، کتابی طنزآمیز است که در سال ۱۲۶۱ قمری به پایان رسیده و به دو نام قانون و بساط نشاط شهرت دارد.

## در نگاه دیگران

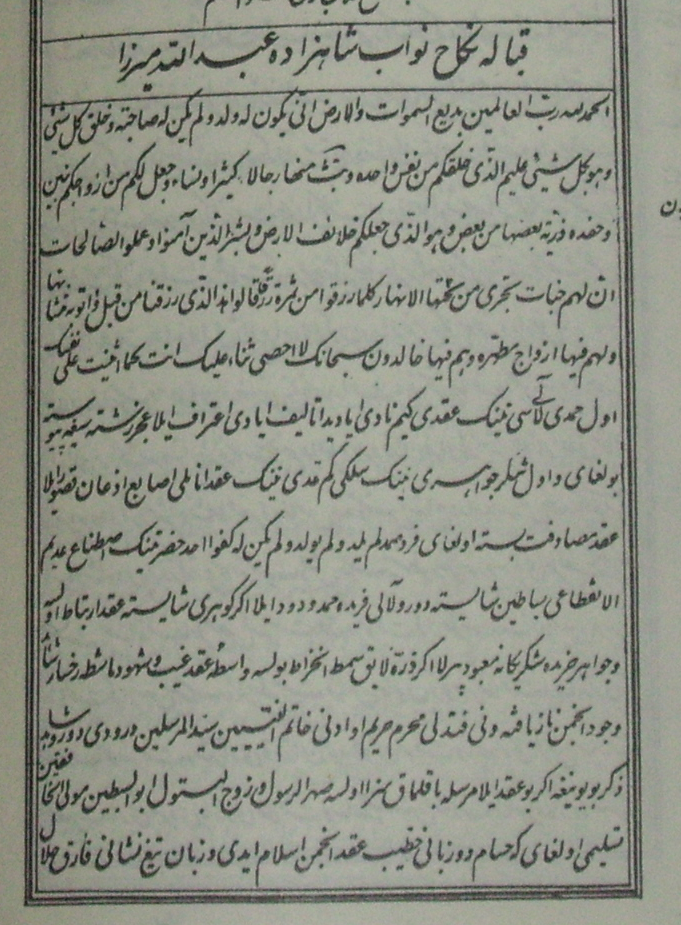
عقدنامه عبدالله میرزا و دختر سلیمان‌خان اعتضادالدوله که متن آن توسط معتمدالدوله نشاط نوشته شده‌است و در کتاب «گنجینه نشاط» به سال ۱۲۸۱ قمری به چاپ رسیده‌است.

جیمز ادوارد الکساندر، سرباز و سیاح اسکاتلندی که در سال ۱۸۲۱ میلادی در زنجان موفق به ملاقات با عبدالله میرزا شد، در سفرنامه خود او را مردی بلندبالا، با چهره‌ای اصیل‌زاده و آمرانه، و پوستی روشن و سرخ و سفید توصیف می‌کند و می‌افزاید: «او یکی از خوش‌قیافه‌ترین مردانی بود که من تا آن‌زمان دیده‌ام.» او ادامه می‌دهد: «ولی منش او بسیار حریصانه و مستبدانه است. رعایای او ستمدیده‌ترین مردم در ایران هستند.» به گفته الکساندر در نتیجه روش‌های حکومتی عبدالله میرزا مردم گرفتار فقر بودند و خوی چپاول‌گری و بی‌شرمی بر آنان غالب شده‌بود.
عضدالدوله عبدالله میرزا را شاهزاده‌ای ادیب، بذله‌گو، صریح و نکته‌سنج معرفی می‌کند. به نوشته عضدالدوله، عبدالله میرزا به سبب این خصائل سمت مصاحبت پدرش را یافته بود و هرگاه فتحعلی‌شاه دچار غم و اندوه می‌شد، وظیفه او بود که با سخنانش آن حال را برطرف سازد. به نوشته وی جملات قصاری که عبدالله میرزا به یاری استعداد و تیزبینی می‌ساخت در آن زمان بسیار مورد توجه بزرگان قاجار قرار می‌گرفت.

## فرزندان
عبدالله میرزا از همسران متعدد دارای ۱۰ پسر و ۲۰ دختر بود:
1. (از گلین خانم، دختر امیرسلیمان خان) محمدمحسن میرزا (متوفی ۱۲۹۲ قمری)[۳۷] او به خواست عباس میرزا نایب‌السلطنه با دختر وی ازدواج کرد و به دستور هماو به تبریز رفت تا در کنار پدرزنش زندگی کند و تیولاتی را که به مناسبت این وصلت به او بخشیده بود، اداره نماید.[۳۸] محسن میرزا از شاهزادگان فاضل و ادیب قاجار به‌شمار می‌آمد و در سرودن شعر و نگارش نثر دست داشت. او در دوره ناصرالدین شاه به شغل و لقب امیرآخوری منصوب شد و همین عنوان را تخلص خود قرار داد.[۳۹] او در سال ۱۲۸۸ قمری مناصب و القاب خود را به پسر ارشدش محمدحسین میرزا یمین‌السلطان منتقل کرد.[۴۰]
2. اسحاق میرزا
3. یعقوب میرزا، دارای یک پسر به نام یوسف میرزا و یک دختر بود. یوسف میرزا حاکم ابهر بود و با زهرا سلطان خانم دختر علی‌النقی خان سرتیپ ازدواج کرد و سرانجام بلااولاد درگذشت. دختر یعوب میرزا با پسرعموی خود شکرالله میرزا ازدواج کرد.[۴۱]
4. لطف‌الله میرزا، پسری به نام شکرالله میرزا داشت که پس از یوسف میرزا حاکم ابهر شد. با دختر یعقوب میرزا ازدواج کرد. دختر آن‌ها به نام امیرزاده با حاجی سید حسین (درگذشته ۱۳۲۲ قمری) پسر حاجی سید محسن موسوی زنجانی، از علمای زنجان، ازدواج کرد.[۴۱]
5. خلیل‌الله میرزا، نوه او امیرخسرو دارایی ملقب به برهان‌السلطنه و متخلص به خسرو، شاعر و ادیب و مدتی نایب‌الحکومه طارم بود.
6. عبدالحمید میرزا
7. عبدالمجید میرزا
8. عبدالرشید میرزا
9. انوشیروان میرزا
10. ابوسعید میرزا
11. (از گلین خانم، دختر امیرسلیمان خان) شمس‌الملوک، او با فرمانده فوج خمسه، امیرتومان ابراهیم‌خان مظفرالدوله ازدواج کرد.[۴۲] حاصل این ازدواج دو پسر و سه دختر بود. پسران او امیرتومان آقاخان مظفرالدوله و سرتیپ پاشاخان مظفرالدوله بودند و اجداد خاندان مظفری زنجان محسوب می‌شدند که در طول دوران قاجار از مهم‌ترین خانواده‌های ملاک ایران بودند.[۴۳] دختران به ترتیب سن با ذوالفقارخان اسعدالدوله (جد اعلای خانواده «ذوالفقاری») علینقی خان قزل‌گچلو و میرزا ابوطالب زنجانی ازدواج کردند.[۴۴] به واسطه این ازدواج‌ها ناصرقلی ذوالفقاری (نوه ذوالفقارخان اسعدالدوله؛ شهردار تهران و معاون نخست‌وزیر در کابینه‌های علاء و اقبال) و آیت‌الله رضا زنجانی (نوه دختری میرزا ابوطالب زنجانی و مؤسس و رهبر نهضت مقاومت ملی) به عبدالله میرزا نسب می‌بردند.[۴۵]

## یادداشت
1. ↑  نام شاهانی که آرامگاه‌هایشان گشوده شده در منابع تاریخی نیامده است. در فارسنامه ناصری آمده: «... و بعد از آمدن این اخبار به فارس، نواب حسین علی میرزا فرمانفرمای فارس حکم نمود تا کناره سر صندوق‌های سنگی دخمه‌های کیانی را در تخت جمشید مرودشت به اندازه‌ای که آدمی در آنها رود شکستند و جز مشت خاک نرمی را از جمشید و کاوس و قباد ندیدند.»